# Rojo (película de 2018)
Rojo es una película argentina dramática-histórica y de suspenso de 2018 escrita y dirigida por Benjamín Naishtat y protagonizada por Darío Grandinetti y Andrea Frigerio. Fue seleccionada para participar en la 66° edición del Festival de San Sebastián en la sección oficial.

## Sinopsis
La historia está ambientada en un pueblo de una provincia central de Argentina, en un marco temporal a partir de septiembre de 1975, durante el pleno apogeo de la organización terrorista-parapolicial Triple A, y con el Golpe de Estado en ciernes. Claudio Morán (Darío Grandinetti), popularmente nombrado como “el doctor”, es un abogado respetado dentro de la comunidad pueblerina, casado con una mujer distinguida (Andrea Frigerio) y padre de una adolescente, Paula (Laura Grandinetti, hija también en la vida real de D. Grandinetti), que está en plena iniciación sexual con su novio Santi (Rafael Federman). A partir de ese cuarteto de personajes principales se construye la historia en donde habrá intrigas de poder, una muerte misteriosa, venganzas por ofensas antiguas y también una cuota de participación de los organismos represivos del Estado.

## Reparto
- Darío Grandinetti como Claudio/El abogado/"El doctor"
- Andrea Frigerio como Susana
- Alfredo Castro como Detective Sinclair
- Diego Cremonesi como Hombre extraño/Dieguito/"El hippie"
- Laura Grandinetti como Paula
- Susana Pampín como Profesora de Música
- Rudy Chernicoff como Mago
- Claudio Martinez Bel como Vivas
- Mara Bestelli como Mabel
- Rafael Federman como Santiago

## Premios y nominaciones

### Participación en festivales de cine
| Festival                  | Fecha de Evento                | Categoría        | Nominados         | Resultado |       |
| ------------------------- | ------------------------------ | ---------------- | ----------------- | --------- | ----- |
| Festival de San Sebastián | 21 al 29 de septiembre de 2018 | Mejor dirección  | Benjamín Naishtat | Ganador   | [ 3 ] |
| Festival de San Sebastián | 21 al 29 de septiembre de 2018 | Mejor actor      | Darío Grandinetti | Ganador   | [ 3 ] |
| Festival de San Sebastián | 21 al 29 de septiembre de 2018 | Mejor fotografía | Pedro Sotero      | Ganador   | [ 3 ] |